# Alajuelita (tổng)
Alajuelita là một tổng ở tỉnh San José thuộc Costa Rica. Tổng này có diện tích 21,17 km², và dân số là 75.418 người. Thủ phủ của tổng này là Alajuelita.
Tổng này chạy dài từ phía tây nam ngoại ô thủ đô San José. Sông Tiribí là ranh giới đông bắc, sông Cañas ở phía đông, sông Poás ở phía đông nam, và Cerros de Escazú làm ranh giới tây nam.
Tổng được lập theo sắc lệnh ngày 4 tháng 6 năm 1909.
Tổng Alajuelita được chia thành 5 huyện.
1. Alajuelita
2. San Josecito
3. San Antonio
4. Concepción
5. San Felipe